# Rúskaya Mamaika
Rúskaya Mamaika (del ruso: Русская Мамайка) es un seló del distrito de Josta de la unidad municipal de la ciudad de Sochi del krai de Krasnodar, en el sur de Rusia. Está situado en la orilla izquierda del curso medio del río Mamaika, 6 km al noroeste del centro de Sochi y 165 km al sureste de Krasnodar, la capital del krai. Tenía 398 habitantes en 2010.
Pertenece al ókrug rural Baránovski.